# امبلین انترتینمنت
شرکت اَمبلین اینترتینمنت (به انگلیسی: Amblin Entertainment, Inc.) یک شرکت فیلمسازی آمریکایی است که توسط استیون اسپیلبرگ و تهیه‌کنندگان فیلم کاتلین کندی و فرانک مارشال در سال ۱۹۸۱ تأسیس شده‌است. مقر اصلی این شرکت در یونیورسال سیتی، کالیفرنیا واقع شده است. این شرکت بسیاری از فیلم های شرکای اَمبلین را با نام اَمبلین اینترتینمنت توزیع می‌کند.